# Hans Blied
Hans Blied (* 29. November 1881 in Brühl) war ein deutscher Rechtsanwalt.

## Werdegang
Blied studierte Rechtswissenschaft an den Universitäten in München und Bonn. Nach seiner Promotion erhielt er 1911 die Zulassung als Rechtsanwalt.
Ab 1944 war er Vorsitzender des Kaufmännischen Ehrengerichts Württemberg-Baden und ab 1948 Präsident der Industrie- und Handelskammer Nürtingen. 1950 wurde er Generalbevollmächtigter der Papierfabrik Scheufelen in Oberlenningen.

## Ehrungen
- 1952: Großes Verdienstkreuz der Bundesrepublik Deutschland